# 1988년 대한민국의 영화
다음은 1988년에 대한민국의 영화에 관한 서술한다.

## 흥행 주요 기록
흥행 당시에 방화 1위는 〈매춘〉이 관객수 43만2천명을 넘었다. 따라서 관객동원율은 외화가 늘고, 방화가 줄었다. 

## 이벤트 및 수상
- 제24회 백상예술대상
- 제8회 한국영화평론가협회상
- 제12회 황금촬영상

## 같이 보기
- 1988년 영화
- 대한민국의 영화